# 크림 인민공화국
크림 인민공화국(크림 타타르어: Qırım Halq Cumhuriyeti; 우크라이나어: Кримська народна республіка; 러시아어: Крымская народная республика) 또는 크림 민주공화국은 1917년 12월부터 1918년 1월까지 크림반도에 존재했던 자칭 국가였다. 공화국은 1917년 러시아 혁명이 일어난 후 러시아 제국이 해체되면서 독립을 선언한 많은 단명 국가들 중 하나였다.
크림 인민공화국은 아제르바이잔 민주공화국과 마찬가지로 민주주의, 세속주의를 따르는 이슬람권 국가를 표방했으며 크림 타타르족이 주도하는 쿠릴타이가 주권을 행사하는 국가임을 선언했다. 또한 크림반도에 거주하는 모든 민족의 평등을 표방했다.
당시 크림반도에서 다수를 차지하고 있던 민족은 러시아인(크림반도 전체 인구의 42%), 우크라이나인(11%)이었고 아르메니아인, 그리스인, 크림 타타르족은 소수에 불과했다. 그렇지만 크림 타타르족은 크림반도에서 정치, 문화 분야에서 세력을 형성했다.
쿠릴타이는 볼셰비키에 대응하기 위해 크림 타타르족 기본법을 제정했다. 이 법률은 전(全)크림 헌법 회의에 따라 수립된 임시 정부가 임시 위원회를 수립하는 내용을 담았다. 그러나 크림 타타르족의 국가 건설 계획은 볼셰비키, 무정부주의 세력이 장악하고 있던 흑해 함대에 의해 좌절되고 만다. 1918년 초반에는 크림반도를 점령한 볼셰비키가 타브리다 소비에트 사회주의 공화국을 수립했다.

## 같이 보기
- 러시아 내전
- 소련-우크라이나 전쟁

### 내용주
1. ↑  Since the 2014 Russian annexation of Crimea the status of the Crimea and of the city of Sevastopol is under dispute between Russia and Ukraine; Ukraine and the majority of the international community considers the Crimea and Sevastopol an integral part of Ukraine, while Russia, on the other hand, considers (and administrators) the Crimea and Sevastopol an integral part of Russia.[2][3][4]

### 참조주
1. ↑  (우크라이나어) 89 років від проголошення у Бахчисараї Кримської Народної Республіки, Radio Free Europe/Radio Liberty (13 December 2006)
2. ↑  Gutterman, Steve (2014년 3월 18일). “Putin signs Crimea treaty, will not seize other Ukraine regions”. Reuters.com. 2014년 3월 26일에 확인함.
3. ↑  “Ukraine crisis timeline”. 《BBC News》. 2014년 11월 13일.
4. ↑  UN General Assembly adopts resolution affirming Ukraine's territorial integrity 보관됨 2018-03-04 - 웨이백 머신, China Central Television (28 March 2014)